# 约瑟夫·豪泽
约瑟夫·豪泽（德語：Josef Hauser，1910年3月10日—1981年8月10日），德国男子水球运动员。他曾代表德国参加1936年夏季奥林匹克运动会水球比赛，获得一枚银牌。他也参加了1938年欧洲锦标赛，同样获得亚军。